# Rue Léon-Lhermitte
La rue Léon-Lhermitte est une voie du 15e arrondissement de Paris, en France.

## Situation et accès
La rue Léon-Lhermitte est une voie publique située dans le 15e arrondissement de Paris. Elle débute rue Théophraste-Renaudot et se termine au 4, rue Péclet.

## Origine du nom

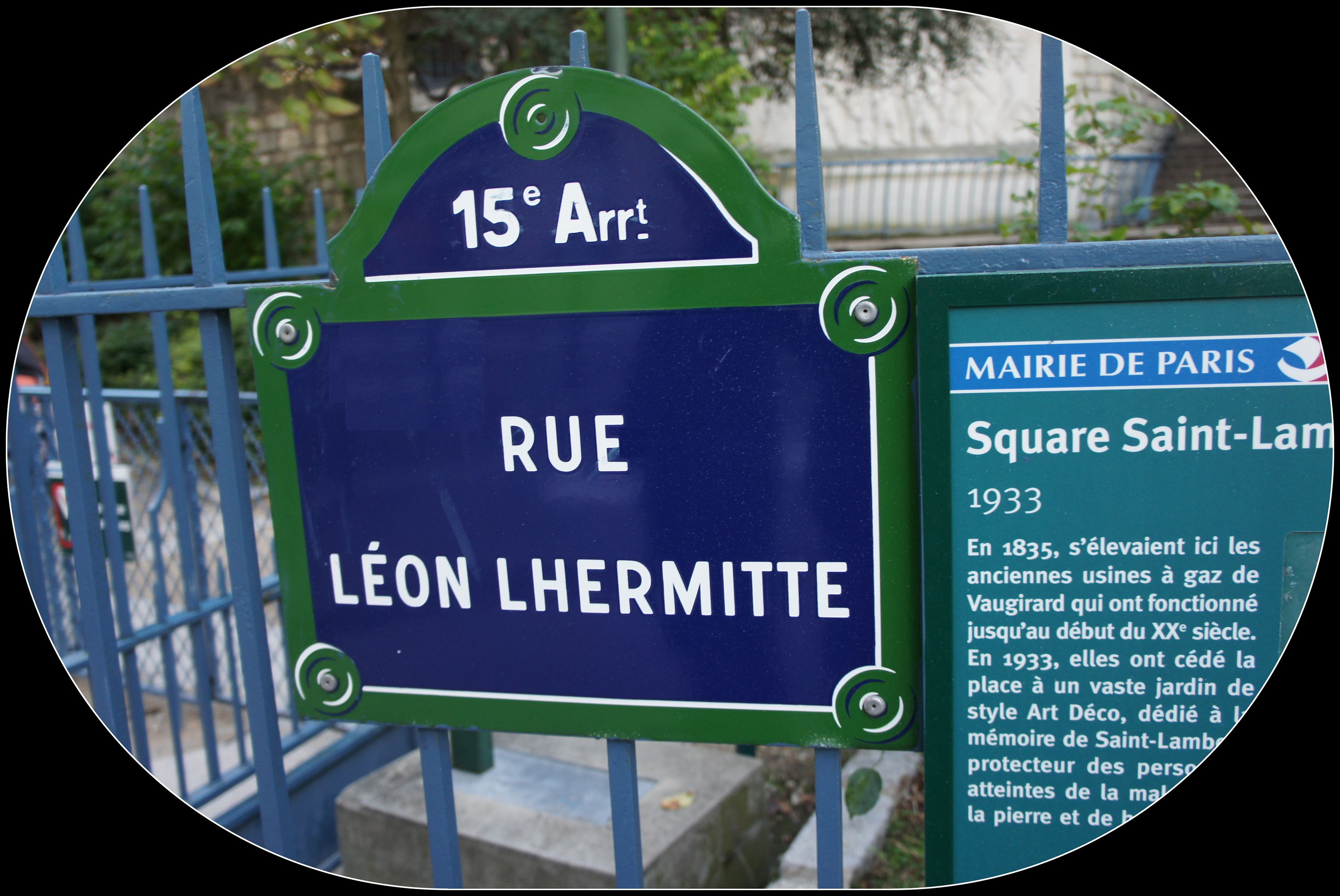
Plaque de la rue Léon-Lhermitte.

Elle est nommée en l'honneur du peintre Léon Augustin Lhermitte (1844-1925).

## Historique
Cette rue est ouverte sur l'emplacement de l'ancienne usine à gaz de Vaugirard et prend sa dénomination actuelle en 1932.

## Bâtiments remarquables et lieux de mémoire
- No 11 : entrée du lycée Camille-Sée.